# Parque Nacional Bernardo O'Higgins
O Parque Nacional Bernardo O'Higgins é uma unidade de conservação localizado nas comunas Tortel e Puerto Natales, na região chilena de Magalhães e a Antártica Chilena. É o maior parque nacional do país, abrangendo uma área de 3.525.901 hectares; e abriga grandes áreas de gelo, como o glaciar Pio XI.

## Características

### Clima
Nos Arquipélagos da região norte do parque, a precipitação total anual chega a 4.000 mm, distribuída ao longo do ano. A temperatura média anual fica entre 7 °C e 8 °C; com média máxima de 11,5 °C, durante o verão; e a mínima de 0 °C, no inverno. Na Cordilheira da Baixa Patagônia, O clima no setor é semelhante ao setor do Arquipélagos da região norte. E na Cordilheira da Alta patagônica, A precipitação total anual chega a 3.000 mm, em sua maioria no estado de neve. Possui uma grande amplitude térmica, com mínima abaixo de 0 °C, e máxima chegando a um pouco mais de 8 °C.

### Flora
Nos Arquipélagos da região norte, a vegetação possui características de floresta tropical perenifólia subantártica, com a presença de coigüe de Magalhães (Nothofagus betuloides), mañío (Podocarpus nubigenus), canela (Drimys Winteri) , tineo (Weinmannia trichosperma) e cipreste guaitecas (Pilgerodendron uvifera), calafate (Berberis ruscifolia), michay (Berberis darwinii), sabugueiro (Pseudopanax laetevirens), coicopihue (Philesia magellanica), taique (Desfontainia spinosa), voqui de basket (Campsidium valdivianum), quilineja (Luzuriaga marginata), folhosa (Maytenus magellanica) e garrafa (Mitraria coccinea) e kattalapi (Blechnum magellanicum).
No continente, a vegetação possui características de florestais tropicais, alternando com a floresta caducifólia subantártica e a tundra, com predominância das espécies coigüe de Magalhães (Nothofagus betuloides) e canela (Drimys Winteri); e na tundra, as espécies Sphagnum magellanicum, Schoenetum antarcticus e Donatietum fascicularis.

### Fauna
Na fauna do parque, podemos encontrar espécies em perigo de extinção como o huemul (Hippocamelus bisulcus) e o huillín (Lontra provocax). Também pode ser avistado a raposa culpeo (Pseudalopex culpeaus), a raposa chilla (Pseudalopex griseus), o gato selvagem, e uma variedade de aves aquáticas e terrestres.
Entre as espécies marinhas, pode ser encontrado os leões marinhos Otaria byronia e Arctocephalus australis; a baleia jubarte (Megaptera novaeangliae), baleia franca austral (Balaenoptera borealis), baleia quila (Balaenoptera physalus) e a orca (Orcinus orca); e os golfinhos Cepahlorhyncus commersonii) e Lagenorhyncus australis).

### Geomorfologia
Possui uma topografia irregular, com complexos sistemas de arquipélagos, com presença de rochas, gelo eterno e extensas estepes. A Cordilheira Mariano Moreno é o ponto mais alto do parque, com seu topo atingindo uma altitude de 3.536 metros acima do nível do mar.

## Glaciares
- Pío X.[4]
- Balmaceda.[4]
- Serrano.[4]
- Chico.[4]
- O'Higgins.[4]
- Jorge Montt.[4]
- Bernardo.[4]
- Témpano.[4]
- Occidental.[4]
- Greve.[4]
- Penguin.[4]
- Amalia.[4]

## Sítios naturais internos
Em 27 de fevereiro de 2014, a Corporação Nacional Florestal do Chile criou o Sítio Natural Cordilheira do Chaltén pela Resolução Nº 74, que abrange o lado chileno do Monte Fitz Roy e a cordilheira circundante. O mesmo decreto também criou o Sítio Natural Glaciar Pío XI.
| Foto | Designação                           | Ano  | Região(ões)                   | Província(s)     | Área (Ha) |
| ---- | ------------------------------------ | ---- | ----------------------------- | ---------------- | --------- |
|      | Sítio Natural Cordilheira do Chaltén | 2014 | Magalhães e Antártica Chilena | Última Esperanza | 768       |
|      | Sítio Natural Glaciar Pío XI         | 2014 | Magalhães e Antártica Chilena | Última Esperanza |           |

## Turismo
O parque está aberto para visitação, mediante pagamento de taxa, com meses e horários restritos. É possível explorar o parque através de navegação em barcos ou caiaques, oferecidos por empresas de turismo.

## Galeria de fotos

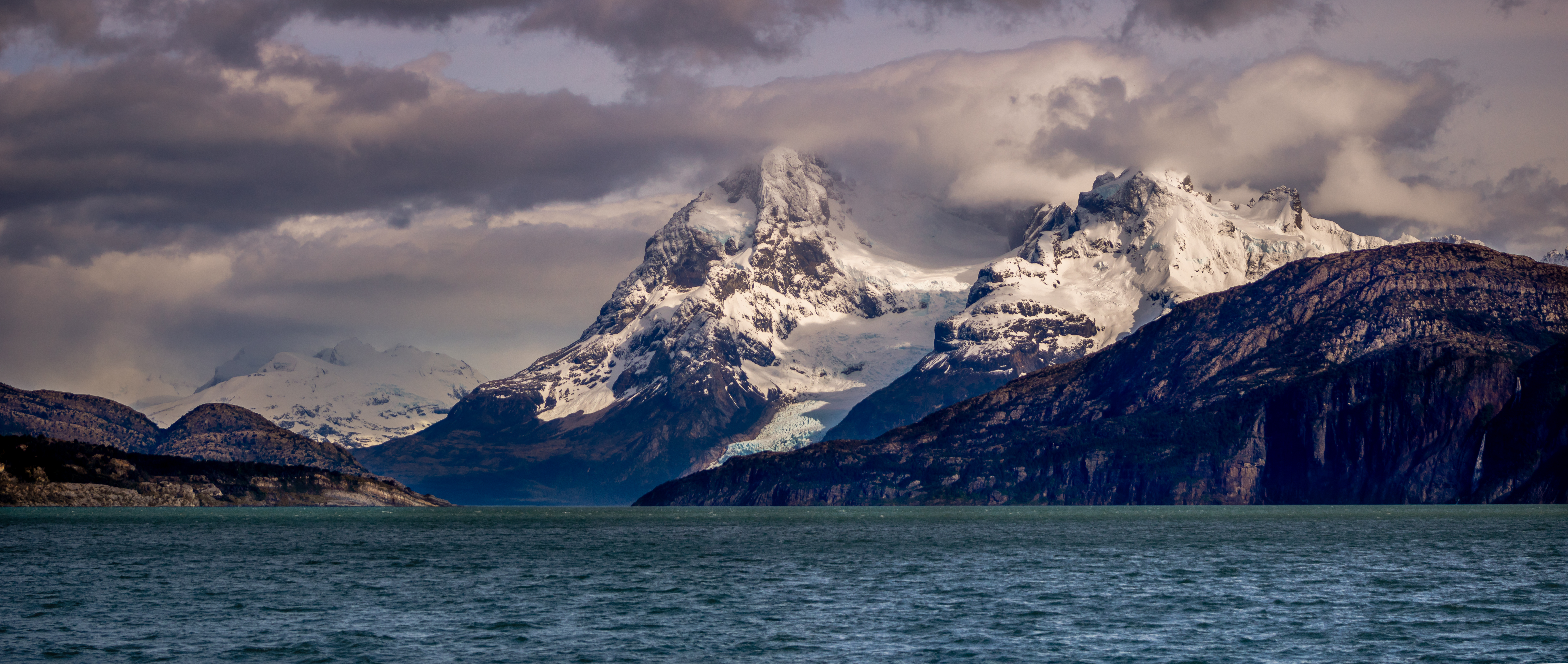
Glaciar Balmaceda
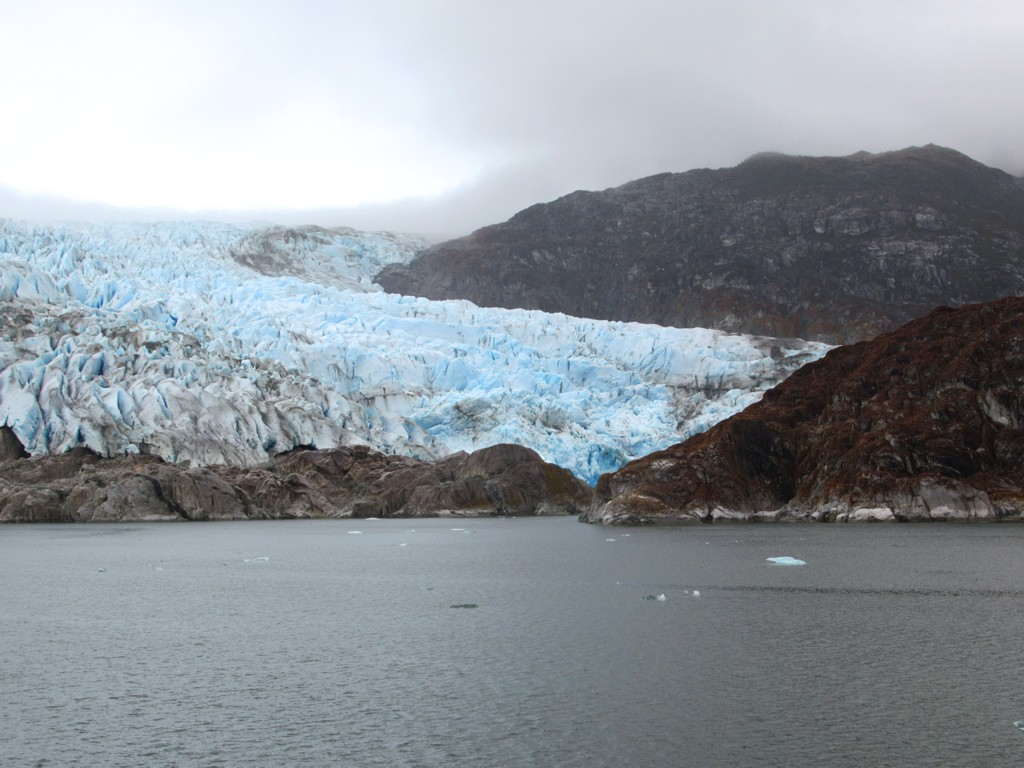
Glaciar Pío XI
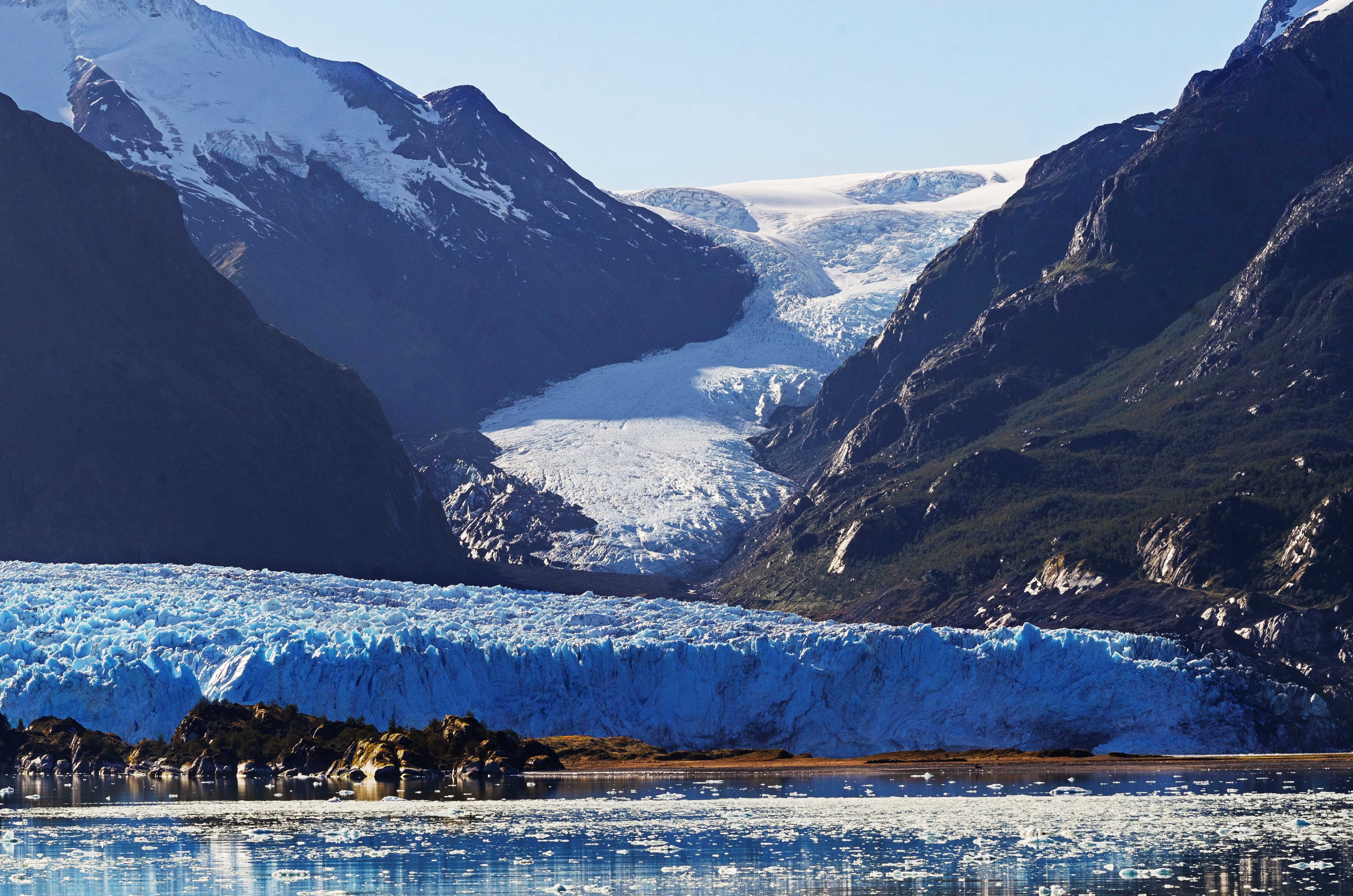
Glaciar Amalia
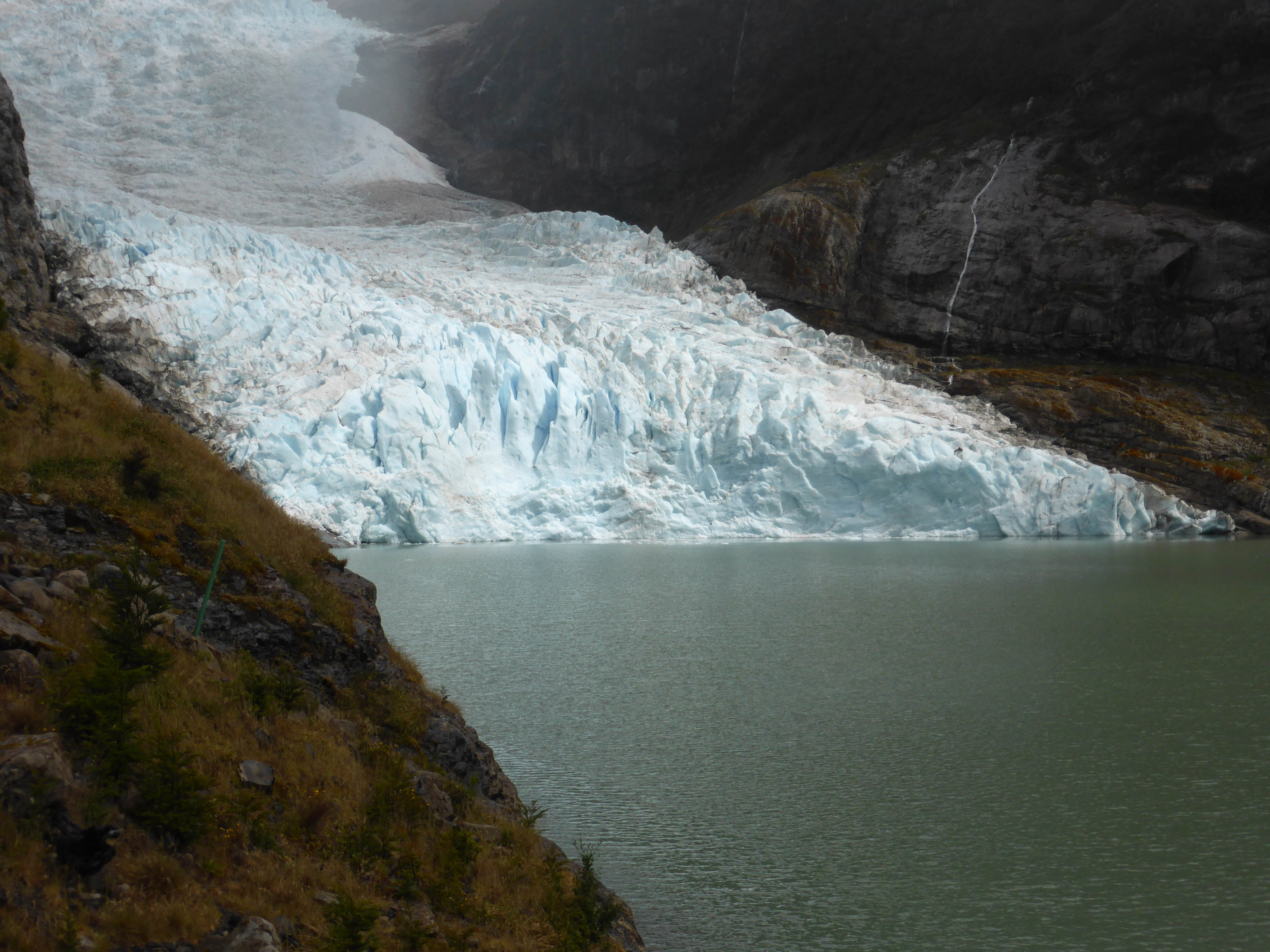
Glaciar Serrano